# Gaddesby
Gaddesby – wieś w Anglii, w hrabstwie Leicestershire, w dystrykcie Melton. Leży 14 km na północny wschód od miasta Leicester i 145 km na północny zachód od Londynu.